# Enrico Accatino
Enrico Accatino (Génova, 20 de agosto de 1920 - Roma, 11 de julio de 2007) fue un pintor, escultor, proyectista y teórico de la educación artística italiano, representante europeo de la pintura de los campos de color del expresionismo abstracto.

## Biografía
Nacido en Génova, en un ambiente de tradición campesina y comercial de una familia originaria de Monferrato, la tierra «idealizada» que se convertirá en el tema de sus primeras obras juveniles.

### La abstracción
Su producción en seguida cambió, poniendo fin a su fase figurativa. Sus primeros cuadros abstractos datan a partir de la mitad de los cincuenta. Emprende una pintura severa, sin complacencia, que sorprende al mercado, pero que hoy permite afianzar su nombre entre los grandes maestros del informalismo y de la pintura abstracta de los años cincuenta y sesenta.
Desde entonces el motivo conductor de su producción gráfica, pictórica y tridimensional será la «circularidad»: círculos, aros, discos, mandala, declinados a través de incisiones, superpuestos, collages (los hoy célebres Carte Costruite). Una búsqueda que atravesará prácticamente todas las técnicas expresivas y que proseguirá, ininterrumpida, sino hasta los últimos meses de vida.
Atento estudioso y teórico del arte, Accatino motivó siempre sus elecciones de categorías estéticas, experimentando las más diversas técnicas expresivas Desde 1966 relanzó el tapiz como lenguaje para soluciones bi-tridimensionales (diafragma), promoviendo la Fiber Art, en toda Italia, representando al país en la primera Bienal de la Tapicería de Lausana, llegando a realizar una «propuesta a los arquitectos», verdadero manifiesto del arte textil.
```
Premios 
```

En el curso de su intensa actividad artística, Accatino obtuvo importantes reconocimientos nacionales e internacionales, habiendo participado en la Cuatrienal de Roma. Sus obras se conservan en museos y colecciones privadas: Galería Nacional de Arte Moderno de Roma, Colección Permanente de Arte Moderno de los Museos Vaticanos, Fundación Simón Wiesenthal de Los Ángeles, Museo de Escultura Contemporánea de Matera. En 1980, el presidente de la República Italiana le confirió la Medalla de Oro como Benemérito de la Educación, de la Cultura y del Arte.

## Didáctica de las artes visuales
Junto a su actividad artística, Enrico Accatino fue uno de los primeros en Italia que modernizaron la didáctica de las artes visuales. Desde 1960 hasta 1964 grabó con la RAI centenares de transmisiones televisivas (ciclo Telescuola- Non è mai troppo tardi), organizó encuentros con formadores y docentes, realizando exámenes de Educación artístico-visual e Historia del Arte que se convirtieron en fundamentales para la renovación de la disciplina (Forma Color Dibujo, Percepción Creatividad Lectura de la Ópera, Edart). Obras que constituyeron, de hecho, la base de la reforma escolar de 1966.

## Filmografía
- L'arte di Enrico Accatino (25') de Duilio Miloro - 1992
- Accatino un maestro dell'arazzo (15') de Giovanni Esposito (Premio Qualità Ministero dello Spettacolo) - 1976